# 瓦勒迪米尼翁
瓦勒迪米尼翁（法語：Val-du-Mignon，法語發音：[val dy miɲɔ̃]）是法国德塞夫勒省的一个市镇，属于尼奥尔区。该市镇于2019年由原市镇于索、普里耶尔和米尼翁河畔托里尼合并而成，行政中心位于于索。

## 地名
“瓦勒迪米尼翁”（Val-du-Mignon）一名在法语中意为“米尼翁河谷”。

## 地理
瓦勒迪米尼翁（46°10'29"N, 0°34'44"W）面积28.34 平方千米，位于法国新阿基坦大区德塞夫勒省，该省份为法国西部内陆省份，北起曼恩-卢瓦尔省，西接旺代省，南至夏朗德省和滨海夏朗德省，东临维埃纳省。
与瓦勒迪米尼翁接壤的市镇（或旧市镇、城区）包括：拉罗谢纳尔、拉富瓦蒙若、米尼翁河畔德伊、马尔赛、圣萨蒂南迪布瓦、米尼翁河畔莫泽、普莱讷达尔让松。
瓦勒迪米尼翁的时区为UTC+01:00、UTC+02:00（夏令时）。

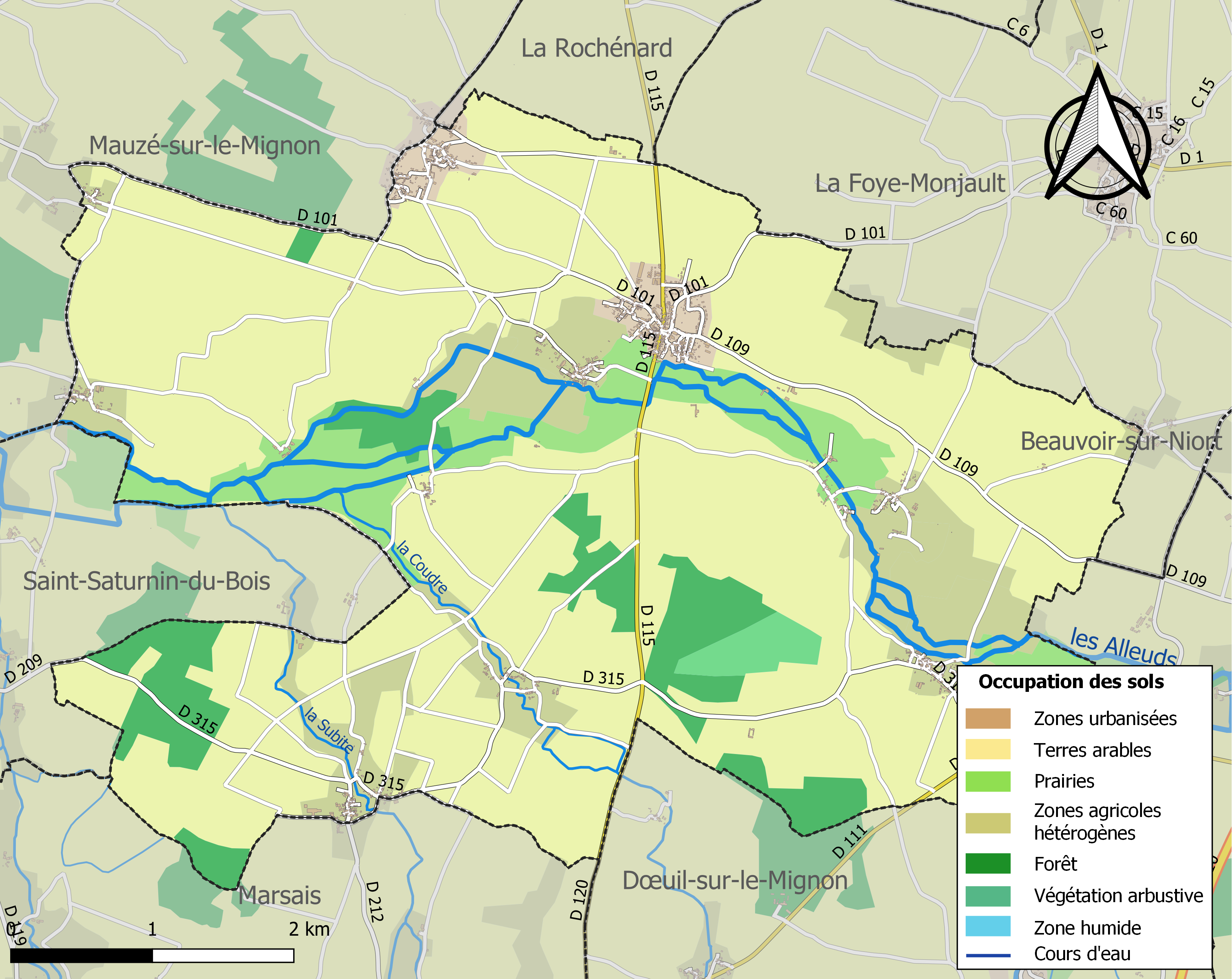
瓦勒迪米尼翁的OSM定位图

## 行政
瓦勒迪米尼翁的邮政编码为79210，INSEE市镇编码为79334。

## 政治
瓦勒迪米尼翁所属的省级选区为米尼翁-布托讷县。

## 人口
瓦勒迪米尼翁于2022年1月1日时的人口数量为1087人。